# 東柏崎站
東柏崎站（日语：／ Higashi-Kashiwazaki eki */?）是位於新潟縣柏崎市小倉町8番12號，東日本旅客鐵道（JR東日本）的越後線車站。

## 歷史
- 1912年（大正元年）11月11日：越後鐵道 柏崎至石地之間開通，此站啟用。當時車站名為比角站（日语：／）[1]。
- 1927年（昭和2年）10月1日：越後鉄道被國有化，柏崎至白山之間全線隸屬國鐵越後線（後來白山至新潟也編入至越後線）。
- 1953年（昭和28年）11月：現時的木造車站大樓竣工[1]。
- 1969年（昭和44年）10月1日：車站改名為東柏崎站[1]。
- 1973年（昭和48年）12月1日：結束貨物起卸業務。
- 1987年（昭和62年）4月1日：伴隨國鐵分割民營化，車站由東日本旅客鐵道（JR東日本）營運。

## 車站構造
車站是一座地面車站，設有2面2線的相對式月台。現時只使用1號月台，2號月台已停止使用。2號月台的場內信號機、出発信號機已經停止使用，因此此站不可進行列車交會，只能當作設有閉塞邊界。
此站是由長岡站管理的無人車站。車站大樓內設有候車室、乘車站證明票發行機和廁所。售票櫃臺已經封閉，變成為告示板。在車站大樓右邊設有連接車站東西的跨線橋。

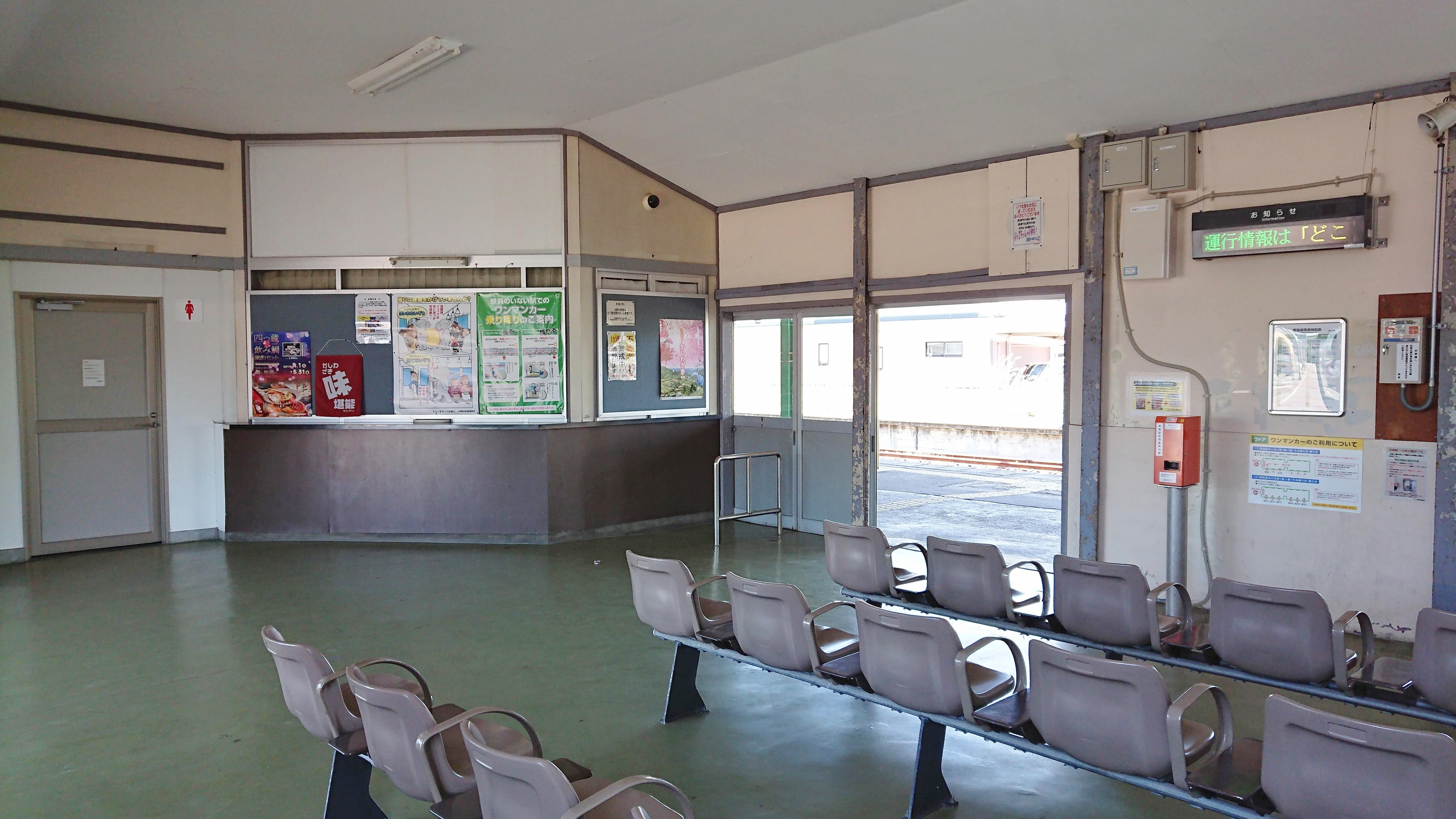
大堂
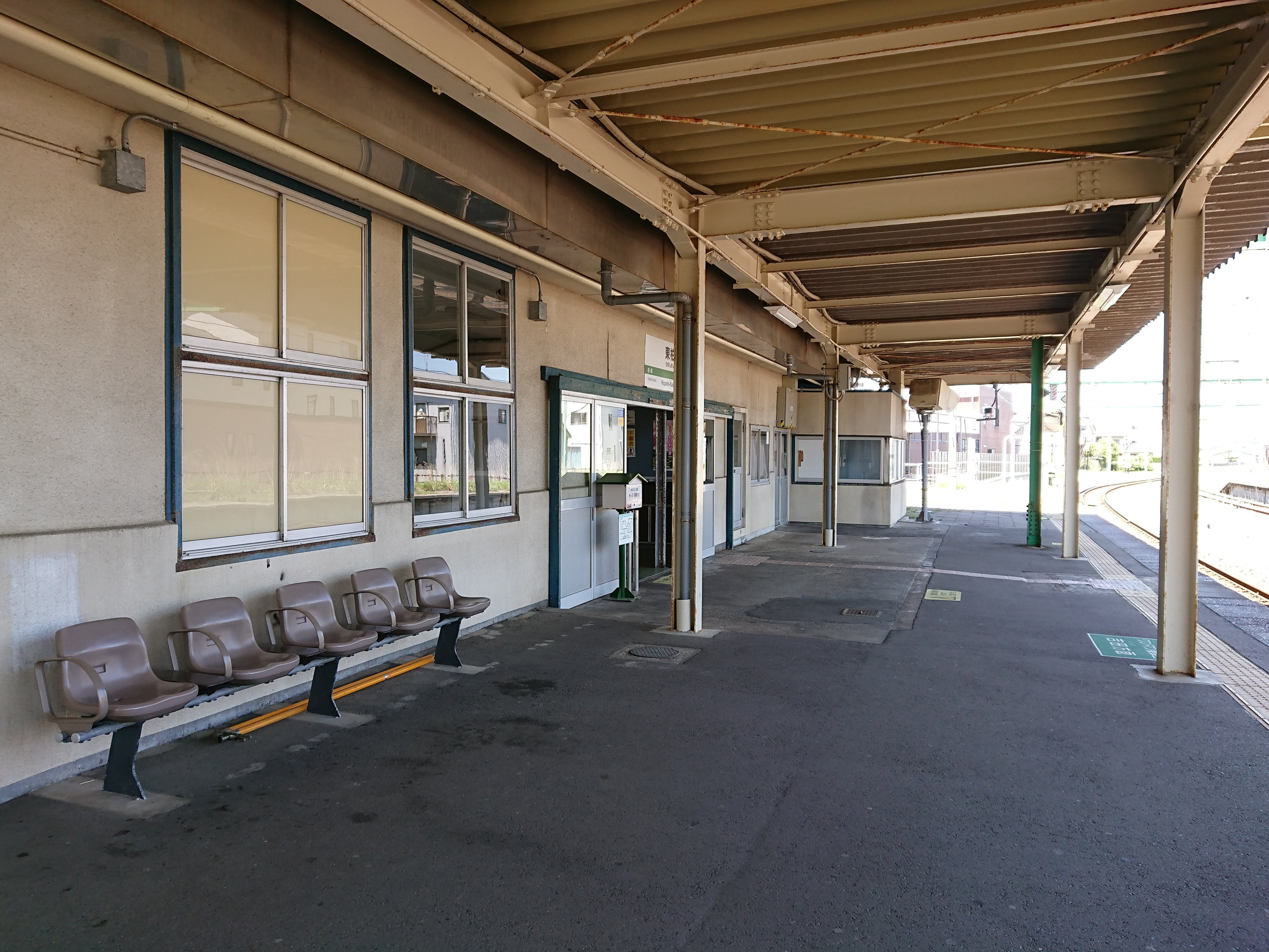
1號月台
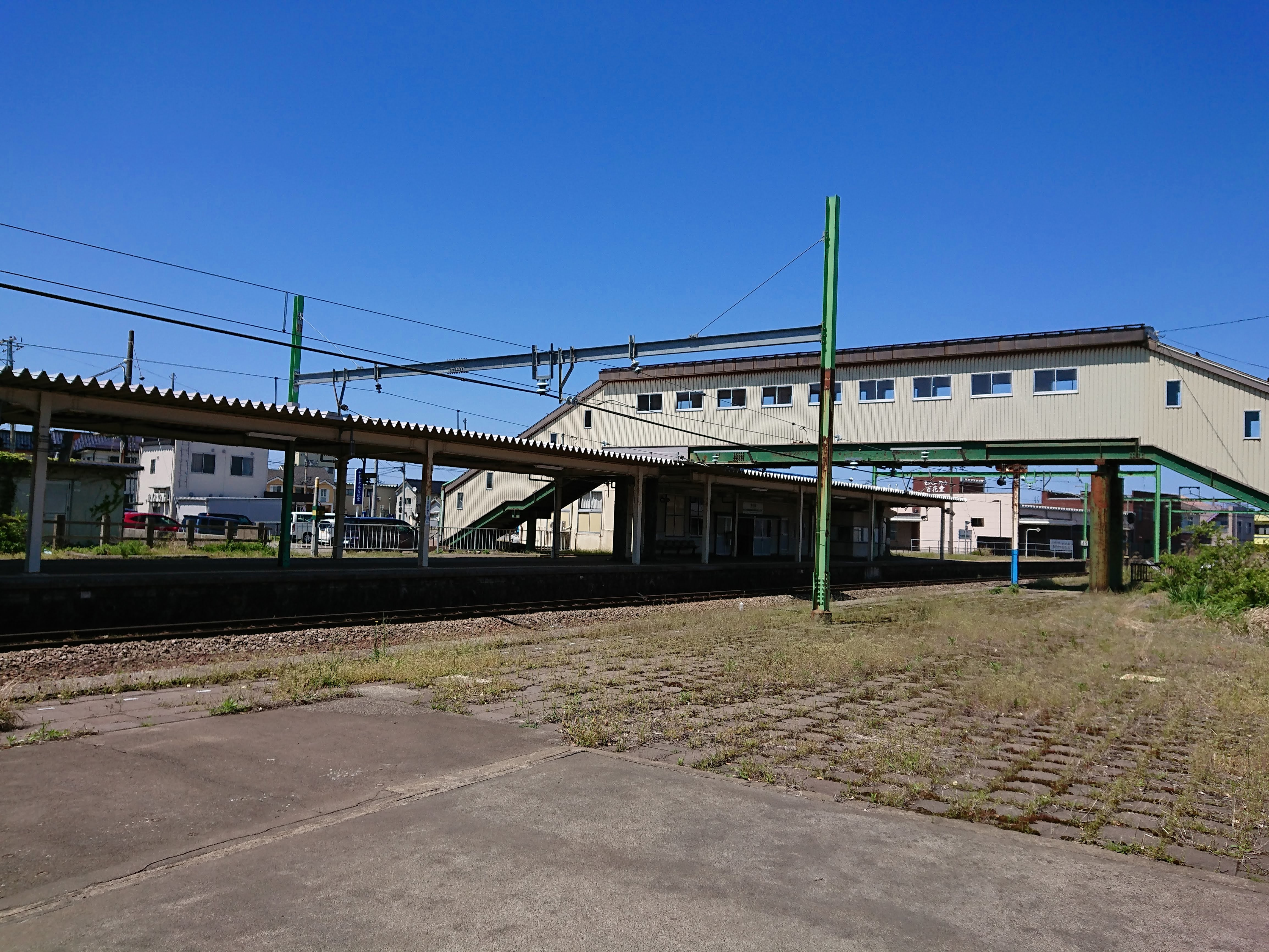
停用中的2號月台
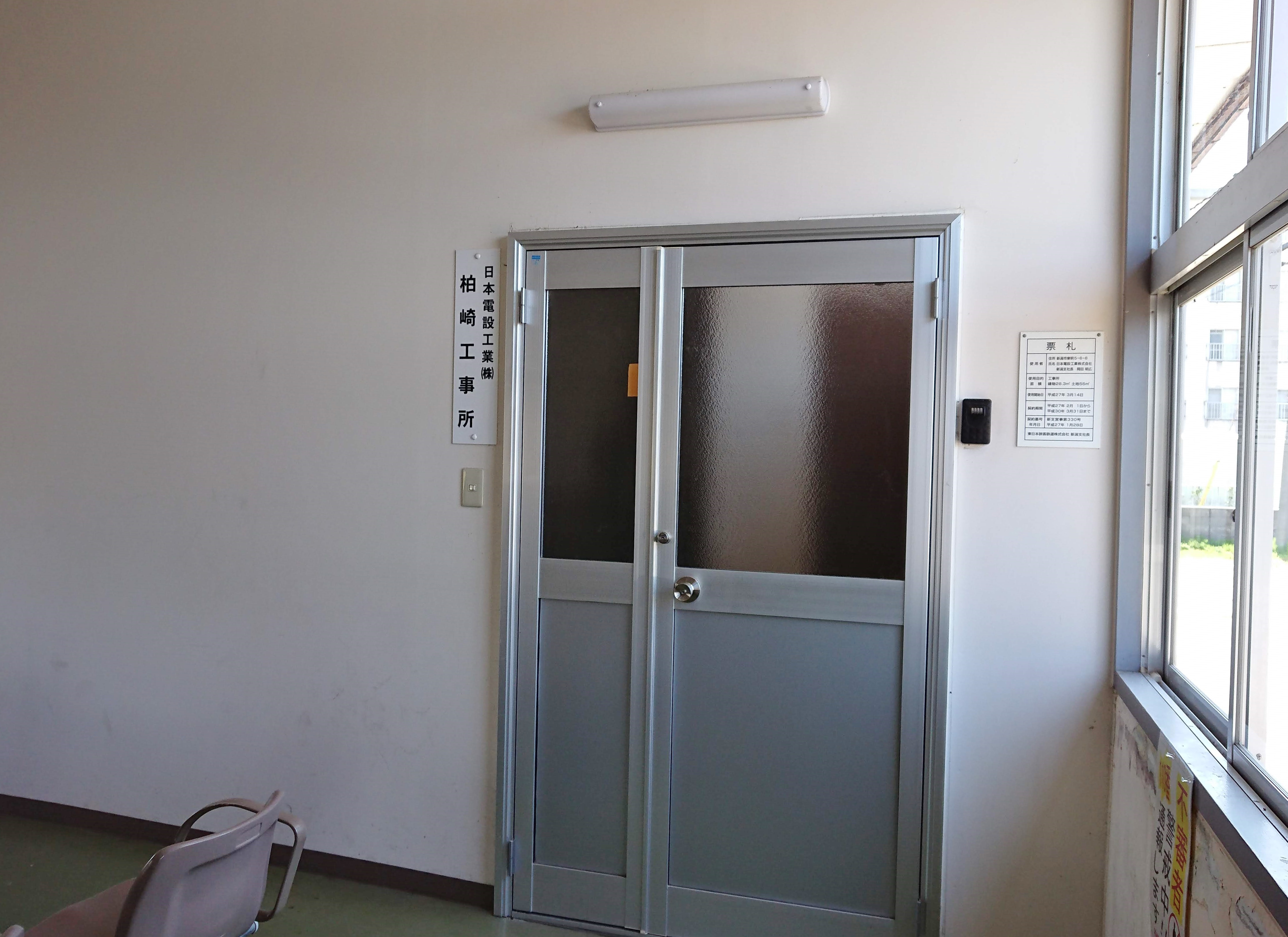
在車站大樓內的日本電設工業工事所

## 使用狀況
根據「柏崎市統計年鑑」的資料，以下為乘車人次變化列表：
| 乘車人次變化       | 乘車人次變化  | 乘車人次變化 |
| 年度               | 1年總乘車人次 | 參考資料     |
| ------------------ | ------------- | ------------ |
| 2005年（平成17年） | 54,000        | [ 2 ]        |
| 2006年（平成18年） | 55,000        | [ 2 ]        |
| 2007年（平成19年） | 45,100        | [ 2 ]        |
| 2008年（平成20年） | 48,900        | [ 2 ]        |
| 2009年（平成21年） | 47,900        | [ 2 ]        |
| 2010年（平成22年） | 43,700        | [ 3 ]        |

## 車站周邊
- 新潟縣道151號東柏崎停車場線（日语：新潟県道151号東柏崎停車場線）
- 新潟縣警察（日语：新潟県警察） 柏崎警署（日语：柏崎警察署） 比角派出所[4]
- 新潟縣立柏崎常盤高等學校（日语：新潟県立柏崎常盤高等学校）
- 柏崎市政廳

## 巴士路線

柏崎區域北邊的巴士路線圖

在車站西邊的縣道上設有越後交通「諏訪町2丁目」和「諏訪町3丁目」巴士站。有關各路線的詳情設參閱「柏崎市公共交通指南 （页面存档备份，存于）」和「越後交通 柏崎地區時間表 （页面存档备份，存于）」。
- 諏訪町2丁目、諏訪町3丁目
  - 前往荒濱、椎谷、出雲崎
  - 經曾地 前往長岡
  - 東循環「向日葵」

## 相鄰車站
東日本旅客鐵道（JR東日本）
■越後線
柏崎－東柏崎－西中通

## 注腳
1. 1 2 3 4 5 6 7 8 9 10 11 12  . 週刊朝日百科. 21号 新潟駅・弥彦駅・津南駅ほか. 朝日新聞出版. 2012-12-30: 20 （日语）.
2. ↑   (PDF). 柏崎市統計年鑑（平成22年版）. 柏崎市: 90. 2011-03  [2019-04-02]. （原始内容 (PDF)存档于2019-04-02） （日语）.
3. ↑   (PDF). 柏崎市統計年鑑（平成23年版）. 柏崎市: 90. 2011-03  [2019-04-02]. （原始内容 (PDF)存档于2019-04-02） （日语）.
4. ↑  . www.mapion.co.jp.   [2019-05-04]. （原始内容存档于2019-05-04） （日语）.

## 外部連結
- 車站資訊（東柏崎）：東日本旅客鐵道（日語）